# Laho (Ort, Ai-Assa)
Laho ist ein osttimoresischer Ort im Suco Ai-Assa (Verwaltungsamt Bobonaro, Gemeinde Bobonaro). Er liegt im Osten der Aldeia Laho, auf einer Meereshöhe von 670 m. Südlich fließt der Ilsa, ein Nebenfluss des Loumea. Östlich liegt das Dorf Mazop. Zwischen den beiden Orte befindet sich die Grundschule der Region. Über einen Furt im Westen gelangt man zum südwestlich gelegenen Ort Hol-Niol.